# Hanns Aderhold
Hanns Aderhold   (Osnabrück, 13 de maig de 1919 - Wellinghofen, 4 d'agost de 1987) fou un saltador alemany que va competir durant les dècades de 1940 i 1950.
El 1952 va prendre part en els Jocs Olímpics d'Estiu de Hèlsinki, on fou onzè en la prova del trampolí de 3 metres del programa de salts.
En el seu palmarès destaca una medalla d'or en la prova de trampolí de 3 metres del Campionat d'Europa de natació de 1950. També guanyà el campionat alemany de trampolí en sis vegades, 1941, 1942, 1943, 1950, 1951 i 1952.